# 8,8-cm-KwK 36
Die 8,8-cm-KwK 36 war eine Kampfwagenkanone mit der Kaliberlänge L/56, welche als modifizierte Version einer Flugabwehrkanone (8,8-cm-FlaK 18/36/37) die Hauptbewaffnung des Panzerkampfwagens VI Tiger darstellte.

## Konstruktion
Die Kampfwagenkanone 36 wurde aus der bekannten 8,8-cm-Fliegerabwehrkanone FlaK 36/37 entwickelt und für den Einsatz im beengten Turm eines Panzerfahrzeugs umkonstruiert.
Teile der KwK 36 waren bauähnlich zu den 5-cm-KwK und 7,5-cm-KwK, die bereits in einigen deutschen Panzerkampfwagen verwendet wurden. So bestand der Verschlusskeil der Kanonen aus zwei Teilen zu je 320 mm. Das vertikal angeordnete Verschlussstück der Kanone selbst funktionierte halbautomatisch. Nach dem Abschuss des Projektils wurde die Granathülse automatisch ausgeworfen, wobei Verschlusskeil und Spanner offen blieben und somit für das Einführen der nächsten Granate vorbereitet waren. Der folgende Nachladevorgang musste dann per Hand ausgeführt werden.
Die Kaliberlänge L/56 bedeutet eine Länge der Kanonenrohrs (88 mm × 56 Kaliber = 4928 mm) von etwa 493 cm beim Einbau im Panzerkampfwagen Tiger I. Da die bei längerem Rohr auch länger anhaltende Gasdruckeinwirkung dem Projektil  eine höhere Mündungsgeschwindigkeit (v0 in m/s) verleiht, wodurch letztlich die Durchschlagsleistung gesteigert werden kann, wurden größere Kaliberlängen angestrebt. Dies führte zur Entwicklung der 8,8-cm-KwK 43 mit einer Kaliberlänge von L/71 (Rohrlänge = 6248 mm), die unter anderem als Hauptbewaffnung des Tiger II diente. Sie erzielte hohe Treffergenauigkeit und Durchschlagskraft.

## Munitionsarten
Mittlere Durchschlagskraft gegen homogene, gewalzte Panzerstahlplatten bei einem Auftreffwinkel von 30° zur Vertikalen des Panzerfahrzeugs.
| Munition | Typ | Masse Projektil | Mündungs- geschwindigkeit ({\displaystyle v_{0}}) | Entfernung zum Ziel in Metern (m) | Entfernung zum Ziel in Metern (m) | Entfernung zum Ziel in Metern (m) | Entfernung zum Ziel in Metern (m) | Entfernung zum Ziel in Metern (m) | Entfernung zum Ziel in Metern (m) | Entfernung zum Ziel in Metern (m) |
| Munition | Typ | Masse Projektil | Mündungs- geschwindigkeit ({\displaystyle v_{0}}) | 100                               | 500                               | 1000                              | 1500                              | 2000                              |                                   |                                   |
| -------- | --- | --------------- | ------------------------------------------------- | --------------------------------- | --------------------------------- | --------------------------------- | --------------------------------- | --------------------------------- | --------------------------------- | --------------------------------- |
| PzGr. 39 | Panzergranate 1939: Wuchtgeschoss, panzerbrechend, mit Kappe und ballistischer Haube - hochexplosiv - Leuchtspur (heute APCBC-HE-T) | 10,2 kg         | 773 m/s                                           | 120 mm 100 %1                     | 110 mm 100 %1                     | 100 mm 100 %1                     | 91 mm 98 %1                       | 84 mm 87 %1                       |                                   |                                   |
| PzGr. 39 | Panzergranate 1939: Wuchtgeschoss, panzerbrechend, mit Kappe und ballistischer Haube - hochexplosiv - Leuchtspur (heute APCBC-HE-T) | 10,2 kg         | 773 m/s                                           | 120 mm 100 %2                     | 110 mm 100 %2                     | 99 mm 93 %2                       | 91 mm 74 %2                       | 83 mm 50 %2                       |                                   |                                   |
| PzGr. 40 | Panzergranate 1940: Hartkerngeschoss mit Wolfram-Karbid-Hartkern, panzerbrechend, mit ballistischer Haube (heute APCR)              | 7,3 kg          | 930 m/s                                           | 170 mm 100 %1                     | 155 mm 100 %1                     | 138 mm 100 %1                     | 122 mm 97 %1                      | 110 mm 89 %1                      |                                   |                                   |
| PzGr. 40 | Panzergranate 1940: Hartkerngeschoss mit Wolfram-Karbid-Hartkern, panzerbrechend, mit ballistischer Haube (heute APCR)              | 7,3 kg          | 930 m/s                                           | 120 mm 100 %2                     | 110 mm 100 %2                     | 99 mm 93 %2                       | 91 mm 74 %2                       | 89 mm 47 %2                       |                                   |                                   |
| Gr. 39HL | Granate 1939 Hohlladung: panzerbrechend mit (hochexplosiver) Hohlladung zur Panzerabwehr (high-explosive anti-tank warhead, HEAT)   | 7,56 kg         | 600 m/s                                           | Eindringtiefe 90 mm               | Eindringtiefe 90 mm               | Eindringtiefe 90 mm               | Eindringtiefe 90 mm               | Eindringtiefe 90 mm               | Eindringtiefe 90 mm               | Eindringtiefe 90 mm               |
| Gr. 39HL | Granate 1939 Hohlladung: panzerbrechend mit (hochexplosiver) Hohlladung zur Panzerabwehr (high-explosive anti-tank warhead, HEAT)   | 7,56 kg         | 600 m/s                                           | 100 %1                            | 100 %1                            | 94 %1                             | 72 %1                             | 52 %1                             |                                   |                                   |
| Gr. 39HL | Granate 1939 Hohlladung: panzerbrechend mit (hochexplosiver) Hohlladung zur Panzerabwehr (high-explosive anti-tank warhead, HEAT)   | 7,56 kg         | 600 m/s                                           | 100 %2                            | 98 %2                             | 94 %2                             | 62 %2                             | 34 %2                             |                                   |                                   |

Erläuterungen
- Wahrscheinlichkeitswert (1–100)%1: Versuchsweise erreichte Eindringtiefe, Zielfläche 2,5 m × 2,9 m
- Wahrscheinlichkeitswert (1–100)%2: im Gefecht / Panzerkampf erreichte Eindringtiefe
- PzGr: Panzergranate
- HL: Hohlladung

## Trägerplattformen
- SdKfz 181 Panzerkampfwagen VI Ausfertigung H später E „Tiger“ auch „Tiger I“

Mit 8,8-cm-KwK 36 ausgerüstete Kampfwagen

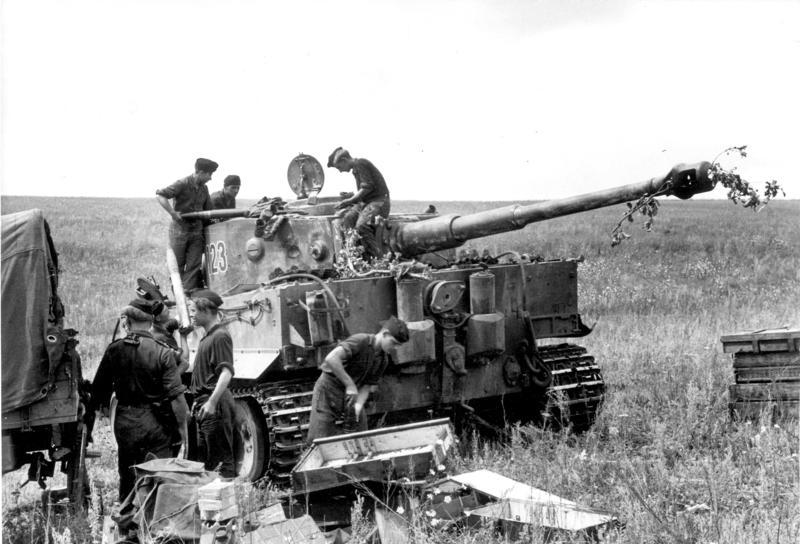
Panzer VI (Tiger I), beim Aufmunitionieren